# Cyberrymden
Cyberrymden är ett svenskt ord för cyberspace, en engelskspråkig term som myntades av William Gibson och som kommit att likställas med internet. Ordet förekom för första gången i tryck i novellen Burning Chrome av William Gibson 1982. Cyberspace återkom i hans roman Neuromancer från 1984, där det definierades (på originalspråket engelska) som "A consensual hallucination experienced daily by billions of legitimate operators, in every nation, by children being taught mathematical concepts." Ordet blev populärt på 1990-talet då användningen av internet, nätverk och digital kommunikation växte dramatiskt och termen cyberrymden kunde representera de många nya idéer och fenomen som växte fram.
Ordet cyberspace fanns före 1980-talet. Konstnären och arkitekten Susanne Ussing och arkitekten Carsten Hoff verkade 1968–1970 i Danmark under det gemensamma projektnamnet Atelier Cyberspace. Det handlade då om hanteringen av konkreta, fysiska utrymmen (spaces).